# رزلا کومو
رزلا کومو (به ایتالیایی: Rossella Como) (زاده ۲۹ ژانویه ۱۹۳۹-درگذشته ۲۰ دسامبر ۱۹۸۶) بازیگر ایتالیایی بود.
از فیلم‌های معروف او می‌توان به بازی در بهترین خدمتکار مقیم خانه، لازارلا و پاهای طلایی اشاره کرد.